# Popis zlikovaca iz filmova o Jamesu Bondu
- Dr. Julius No
- Kronsteen
- Auric Goldfinger
- Emilio Largo
- Ernst Stavro Blofeld
- dr. Kananga/Mr. Big
- Francisco Scaramanga
- Karl Stromberg
- sir Hugo Drax
- Aristotle Kristatos
- Kamal Khan
- Max Zorin
- general Koskov
- Franz Sanchez
- Alec Trevelyan(006)/Janus
- Elliot Carver
- Renard
- sir Gustav Graves
- Le Chiffre
- Dominic Greene
- Gospodin Hinx